# Ome Henk is weer bezig!
Ome Henk is weer bezig is het derde album van Ome Henk, dat in 1993 werd uitgebracht.

## Tracklist
1. Ome Henk in Japan
2. Stelletje halleve zole!
3. De snackbarharses
4. Bitterballen reclame
5. Naar de kermis (op de wijs van Naar de speeltuin van Heleentje van Cappelle)
6. Effe boodschappen doen
7. De pindakaas is op
8. In het restaurant
9. Hier is Michael (DJ Zapp)
10. Sneeuwwitje waar zit je?
11. De schotel antenne
12. Is het nou legge of is het ligge?
13. Het grote Ome Henk spel
14. Ome Henk viert feest
15. Diverse jingles

## Singles
1. "Stelletje halleve zole!"
2. "Ome Henk viert feest"